# Oluf
Oluf ist ein skandinavischer männlicher Vorname.

## Herkunft und Bedeutung
Oluf ist eine Variante von Olaf.

## Bekannte Namensträger
- Oluf II. (1370–1387), dänischer König
- Oluf Braren (1787–1839), deutscher Maler
- Oluf Gerhard Tychsen (1734–1815), deutscher Orientalist und Bibliothekar

## Sonstiges
- Oluf Rocks, Klippenfelsen im Palmer-Archipel, Antarktis
- Oluf-Samson-Gang, eine ehemalige „Sündenmeile“ in Flensburg, die in der Petuhsprache kurz Oluf genannt wird.